# Спутник-5-1
Спутник-5-1 — пятый космический аппарат серии «Спутник», прототип корабля-спутника «Восток» (без номера из-за аварии ракеты-носителя на начальном участке полёта), который использовался для первого космического полёта человека. Был запущен 28 июля 1960 года с подопытными животными на борту — собаками Чайка и Лисичка.

## Детали полёта
На 19-й секунде полёта у ракеты-носителя разрушился боковой блок первой ступени, в результате чего она упала и взорвалась. Собаки Чайка и Лисичка погибли.

## Причины аварии
Аварийная комиссия пришла к выводу, что наиболее вероятной причиной гибели носителя и корабля следует считать разрушение камеры сгорания бокового блока вследствие высокочастотных колебаний.